# Partit Democràtic d'Albània
El Partit Democràtic d'Albània (albanès: Partia Demokratike e Shqipërisë) és un partit polític d'Albània, d'inspiració democràtica cristiana.

## Història
Fou fundat el 1990 per Aleksander Meksi, Arben Imami, Azem Hajdari, Edmond Budina, Eduard Selami, Genc Ruli i Gramoz Pashko. És membre de la Unió Internacional Demòcrata i observador del Partit Popular Europeu.

### Els governs de Sali Berisha
El seu paper fou fonamental en la fi del règim comunista a Albània i ocupà el poder de 1992 a 1997, sota el lideratge de Sali Berisha i Aleksander Meksi. El govern va dimitir el 1997 després que una guerra civil gairebé trenqués el país i els socialistes assoliren novament el poder. Forma part de la coalició Unió per la Victòria (Bashkimi për Fitoren), que va obtenir el 37,1% dels vots a les eleccions del 2001 i 46 diputats. A les eleccions del juliol del 2005, el Partit Democràtic obtingué 55 dels 140 escons, i els seus aliats 18. amb el total de 73 escons, la coalició va obtenir el poder en el nou parlament, i Sali Berisha tornà a ocupar el càrrec de primer ministre d'Albània, confirmat després de les eleccions legislatives albaneses de 2009, que tornà a vèncer amb la coalició Aliança pels Canvis (Aleanca për Ndryshim).

### Pas a l'oposició
A les eleccions legislatives albaneses de 2013 va guanyar l'Aliança per a una Albània Europea, encapçalada pel Partit Socialista i el seu líder, Edi Rama i el llavors Primer Ministre Berisha va reconèixer la seva derrota el 26 de juny,
De cara a les eleccions legislatives albaneses de 2021, Lulzim Basha va formar una aliança amb partits minoritaris, formant l'Aliança del Partit Democràtic per al Canvi (Partia Demokratike - Aleanca për Ndryshim), que no va ser suficient per donar una victòria al Partit Demòcrata, però va augmentar els seus escons al Parlament i les eleccions parlamentàries albaneses de 2021 serien la tercera derrota consecutiva per al Partit Demòcrata.

### Divisió interna
Després de les eleccions legislatives albaneses de 2021, Sali Berisha fou declarat persona non grata pels Estats Units provocant que Lulzim Basha l'expulsés del grup parlamentari iniciant disputes en el partit entre membres de la facció de Basha i la facció de Berisha. L'11 de desembre, la facció Berisha va celebrar un consell nacional per eliminar Basha i els seus membres de la direcció del partit, però Basha no va reconèixer els resultats, i a les eleccions parcials municipals de 2022 els dos sectors es van presentar per separat, i després de les derrotes a les eleccions locals parcials Basha va dimitir, fet que va provocar que Sali Berisha i Enkelejd Alibeaj es disputessin el lideratge del partit. El 17 de maig de 2023, Enkelejd Alibeaj va dimitir de tots els càrrecs del Partit Democràtic d'Albània sent succeït per Gazment Bardhi continuant la divisió del partit, però el 24 de maig Basha va fer una aparició afirmant que novament era el líder dels demòcrates succeint a Bardhi que va exercir com a interí. El 5 de setembre les faccions de Berisha i Bardhi van acordar reunificar-se, oposats a Basha.

### Reunificació
El Tribunal d'Apel·lacions va atorgar el logotip i les inicials oficials del Partit Demòcrata a Sali Berisha en juny de 2024, i va encapçalar la llista del partit a les eleccions legislatives albaneses de 2025, perdent contra el primer ministre Edi Rama del Partit Socialista d'Albània (PS).

## Resultats electorals

### Assemblea de la República d'Albània
| Any  | Vots      | %     | Escons    | +/- | Govern   |
| ---- | --------- | ----- | --------- | --- | -------- |
| 1991 | 720.948   | 38,74 | 75 / 250  |     | Oposició |
| 1992 | 1.046.193 | 57,29 | 92 / 140  | 17  | Coalició |
| 1996 | 914.218   | 55,5  | 122 / 140 | 30  | Coalició |
| 1997 | 315.677   | 24,1  | 24 / 155  | 98  | Oposició |
| 2001 | 494.272   | 38,29 | 46 / 140  | 22  | Oposició |
| 2005 | 602.066   | 44,10 | 56 / 140  | 10  | Coalició |
| 2009 | 610.463   | 40,18 | 68 / 140  | 12  | Coalició |
| 2013 | 528.373   | 30,63 | 50 / 140  | 18  | Oposició |
| 2017 | 456.481   | 28,82 | 43 / 140  | 7   | Oposició |
| 2021 | 622.234   | 39,43 | 59 / 140  | 16  | Oposició |
| 2025 | 529.435   | 32,93 | 50 / 140  | 9   | Oposició |